# André Mailhol
André Christian Dieu Donné Mailhol dit Pasteur Mailhol est un homme politique malgache, fondateur et gourou du groupe religieux malgache d'inspiration chrétienne adventiste nommé l'Église de l'Apocalypse à Madagascar (Fikambanana Apokalypsy eto Madagasikara en malgache).

## Biographie
Issu d'un milieu modeste et catholique de la capitale Antananarivo, il travaille d'abord comme vendeur de vêtements sur le marché d'Analakely,. En 1991, il prétend avoir entendu une voix lui ordonnant d'étudier la Bible et fonde, en 1996, l'Église de l'Apocalypse, d'inspiration adventiste. Se basant sur une lecture fondamentaliste de la Bible et sur un « déchiffrage du message codé de l'Apocalypse pour connaître le destin de l'humanité », sa secte revendique 1,5 à 2 millions de fidèles à Madagascar,,.
En 1998, il crée sa propre chaîne radio, la radio Fanambarana, qui retransmet en direct ses professions de foi.
Il est marié et père de 7 enfants.

### Carrière politique et«prophéties»
Il déclare d'abord dans les années 2003, après le départ du président Didier Ratsiraka qu'il a reçu une prophétie lui promettant le pouvoir dans 10 ans. En 2013, il n'a pas le pouvoir et se justifie prétextant une mauvaise interprétation de sa prophétie.
Il prétend ensuite avoir eu une nouvelle prophétie lui disant qu'il gagnera les élections de 2018, il se présente aux élections avec le parti GFFM. Ouvertement soutenu financièrement par des proches de l'État russe et du Groupe Wagner,, il sera battu dès le premier tour, finissant quatrième avec seulement 1,27% des voix.